# Werre
Werre – rzeka w Nadrenii Północnej-Westfalii o długości 72 km, lewy dopływ Wezery. Źródło rzeki znajduje się koło Horn-Bad Meinberg. Generalnie Werre płynie w kierunku północnym, przepływając przez Detmold, Lage, Bad Salzuflen, Herford i Löhne. Wpływa do Wezery blisko miejscowości Bad Oeynhausen.